# 화조화

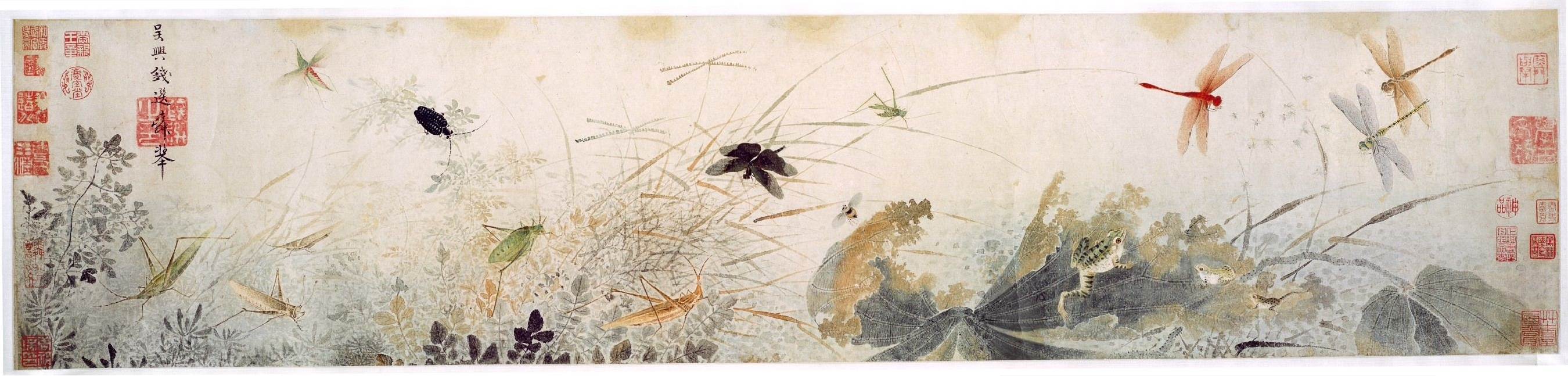
13세기 작품 '이른 가을'

화조화(花鳥畫)는 동아시아에 만연한 중국화의 일종이다. 화(花)는 꽃, 조(鳥)는 새를 의미하며 이름 그대로 꽃과 새를 그린 그림이다. 일반적으로 화조화는 학자-미술가 스타일의 중국화에 속한다.

## 역사
중국 전통에 따르면 화조화는 꽃, 새, 물고기, 벌레를 가리키는 화조어충(花鳥魚蟲)을 아우른다. 그러므로 꽃(식물), 물고기, 벌레, 새, 애완동물(개, 고양이) 등 다양한 자연 주제를 다룰 수 있다.
가장 대표적인 예술가로는 찰원(哳㥳, 900~965년 경)과 서희(徐熙, 937~975)가 있다.

## 같이 보기
- 중국화 (회화)